# Probainognathia
Probainognathia je skupina představující jeden ze dvou hlavních kladů infrastruktury Eucynodontia, druhým jsou zástupci Cynognathia. Nejčasnější formy byly masožravé a hmyzožravé, i když se u některých druhů nakonec také vyvinuly rysy býložravců.

## Charakteristika a význam
Nejstarším a základním zástupcem kladu Probainognathia je rod Lumkuia z Jižní Afriky. Tři skupiny přežily vymírání na konci triasu: Tritheledontidae a Tritylodontidae, kteří přežili až do jury (Xenocretosuchus dokonce i do křídové periody) a Mammaliaformes, kteří dali vzniknout pravým savcům.